# Fatutaka
Fatutaka (tikopianisch für „Abgeschiedener Stein“), auch bekannt als Fatu Taka, Patutaka, Fatacca, Mitre (englisch für „Bischofsmütze“), oder Fataka als lautmalerische Transkription aus der Tikopianischen Sprache, ist eine unbewohnte Vulkaninsel im südlichen Pazifischen Ozean. Sie liegt in der Gruppe der Santa-Cruz-Inseln und gehört politisch zur Provinz Temotu der Inselrepublik Salomonen. Fatutaka ist als östlichste Insel der Salomonen mehr als 1140 Kilometer von der Hauptstadt Honiara entfernt.

## Naturraum

### Geographie
Als östlichste Insel des Staates der Salomonen befindet sich Fatutaku rund 50 Kilometer südöstlich von Anuta. Fatutaka erhebt sich steil aus dem Meer und ist an klaren Tagen von Anuta aus deutlich zu sehen. Von Osten aus gesehen wird die Insel als „zwei Heuhaufen etwa gleicher Höhe“ beschrieben, wobei der südliche zerklüfteter ist als der andere. Der steile Felsen an seiner Nordseite erinnert an ein Segelschiff. Tatsächlich ist der nordwestliche Gipfel mit 122 Metern etwas höher als der südöstliche, der eine Höhe von rund 104 Metern erreicht. Der nur wenige Meter vor der Nordseite gelegene, teils senkrecht aus dem Meer aufragende Felsen ist rund 44 Meter hoch. Der Sattel zwischen den beiden Gipfeln bei der Landenge, die die beiden Inselteile verbindet, senkt sich auf etwa 15 Meter über Meereshöhe.

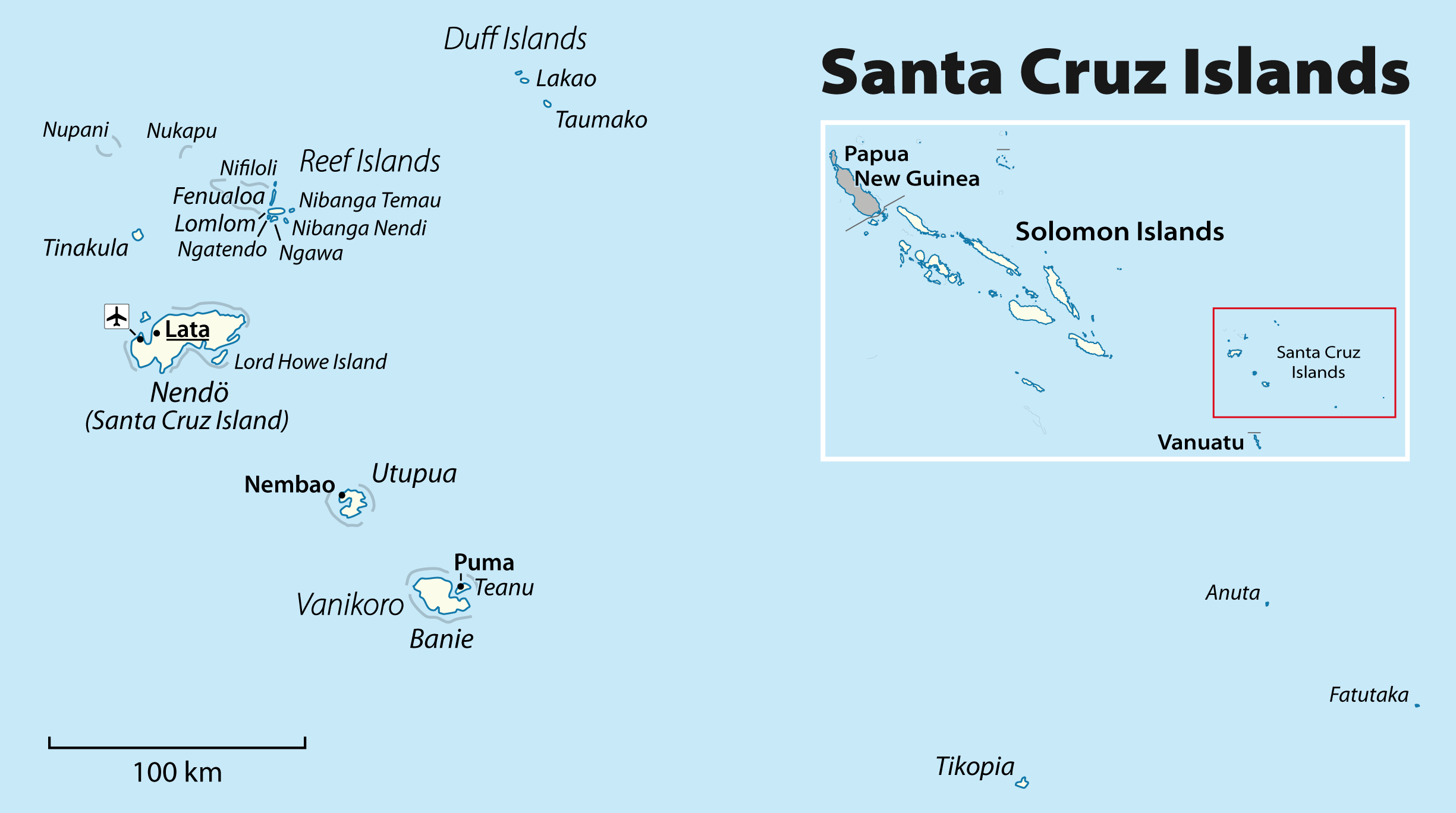
Übersichtskarte Santa-Cruz-Inseln
(Fatutaka rechts unten)

Die Insel erstreckt sich von Nordwesten nach Südosten über eine Länge von einem Kilometer. Im Nordwesten erreicht sie ihre größte Breite von 300 Metern, während der südöstliche Teil nur etwa 130 Meter breit ist. Die beiden Inselteile sind durch eine Landenge miteinander verbunden und etwa gleich groß. Die Gesamtfläche beträgt rund 18 Hektar. Andere Quellen geben unplausibel große Flächen an wie 1,6 km², oder gar 5 km². Letzteres ist die Größenordnung für die Flächenausdehnung der untermeerischen Bank, auf der die Insel aufliegt und die auf dem Satellitenbild durch einen helleren Blauton zu erkennen ist. Auch die Angabe im Lonely-Planet-Reiseführer, wonach Fatutaka größer als das 37 Hektar große Anuta sei, widerspricht dem Satellitenbild.
Wie steil die Felsflanken der Insel teilweise sind, ergibt ein Vergleich etwa zwischen Breite (130 Meter) und Höhe (104 Meter) des zerklüfteten südlichen Teils der Insel.

### Geologie
Fatutaka liegt regionalgeologisch betrachtet im nördlichen Teil des Neue-Hebriden-Inselbogen-Systems und bildet zusammen mit den Duff-Inseln und Anuta eine Kette von Inseln vulkanischen Ursprungs, deren Bildung im Zusammenhang mit der Subduktion der Australischen Platte unter die Pazifische Platte im Bereich des nördlichen Neue-Hebriden-Grabens steht. Es entsteht dabei unter anderem ein Backarc-Becken, ein Seebecken. Dabei kommt es zum Aufstieg von basaltischen Laven, die teilweise den Meeresspiegel erreichen und dort Inseln beziehungsweise Inselgruppen bilden können. Die plattentektonischen Bewegungen sind mit zahlreichen starken Erdbeben in dieser Region verbunden. Östlich der Inselkette ist eine weitere Grabenzone, der Vitias-Graben zu finden, die heute jedoch bereits inaktiv ist und eine frühere Subduktionslinie anzeigt.
Fatutaka ist also vulkanischen Ursprungs. Petrologisch besteht die Insel aus Basaltlava und Andesit in Form von Brekzien mit jeweils erhöhtem TiO2-Anteil. Das Alter des Vulkanismus, der zur Bildung der Insel führte, wird mit 2,2 Mio. ± 0,1 Mio. Jahren angegeben.

### Flora und Fauna
Die Insel ist von Bäumen bedeckt, wobei die Nordseite mehr Vegetation aufweist als die anderen Seiten. Die ursprünglich auf Fatutaka wachsenden Kokospalmen und Yams wurden von den Bewohnern der Nachbarinsel Anuta entfernt, damit die Insel für Siedler unattraktiv blieb.
Die Insel wird von den Bewohnern der Nachbarinsel als Vogeljagdrevier genutzt. Charles M. Woodford erwähnte in einer Veröffentlichung 1916, dass Fregattvögel auf der Insel nisten. Ende der 1920er-Jahre unternahm der US-amerikanische Ornithologe Ernst Mayr Feldforschungen in Melanesien und Polynesien. Auf Fatutaka sichtete er drei Vogelarten: den Riffreiher (Egretta sacra), die Tongafruchttaube (Ducula pacifica) und eine Unterart der Braunkappen-Glanztaube (Chalcophaps longirostris sandwichensis). Alle drei Arten sind hier sesshaft, nur die beiden letzteren Arten aber brüten auf Fatutaka. Genauere Angaben oder gar eine Untersuchung der Vogelpopulation Fatutakas fehlen jedoch.
Die Malaria, welche auf vielen Inseln der Salomonen verbreitet ist, fehlt auf Fatutaka.

## Geschichte
Eine dauerhafte Siedlung gibt es auf Fatutaka nicht, die Insel ist unbewohnt.

### Präkoloniale Geschichte
Da der steinige Boden nicht besonders fruchtbar ist, fand die Insel keine landwirtschaftliche Nutzung, sondern dient als Fisch- und Jagdrevier. Die polynesischen Bewohner der benachbarten Insel Anuta nutzten bei Westwind Fatutaka für das Fischen. Zudem heißt es, sie hätten Haie gejagt, mehr wegen ihrer Zähne, die an Holz gebunden als Messer und Scheren verwendet wurden als wegen ihres Fleisches, wie Peter Dillon 1830 behauptete. Außerdem jagten sie Vögel und sammelten deren Eier.
Der höhere nordwestliche Gipfel wird von den Bewohnern Anutas Te Ufi (die Yams) genannt, und der südöstliche Gipfel Te Niu (die Kokosnuss), jeweils nach der früher dort anzutreffenden Vegetation. Die höchste Erhebung, auf dem Te Ufi gelegen, wird Mapuanga genannt. Eine Höhle auf Fatutaka heißt Te Ano o Pu Tafua, übersetzt Die Höhle des Ariki Tafua – Ariki Tafua ist die Bezeichnung für einen der vier Häuptlinge der Insel Tikopia. Insgesamt gebrauchen die Bewohner von Anuta als Eigentümer, Nutzer und beste Kenner von Fatutaka 30 geografische Bezeichnungen für Örtlichkeiten auf Fatutaka, darunter Zugangsrouten im Felsen (Roto te vai, Roto a maka) und Felsflanken (Te Maka Rai, Te Maka pu).

### Von der europäischen „Entdeckung“ bis zur Gegenwart
Der erste Europäer, der Fatutaka beschrieb, war Edward Edwards (1742–1815), ein Offizier der britischen Marine und Kapitän der Fregatte Pandora, der die Insel am 12. August 1791 erreichte. Edwards’ Aufgabe war es, nach Meuterern der Bounty zu suchen und diese gefangen zu nehmen. Er gab der Insel den Namen Mitre Island (deutsch: „Mützen-Insel“), da sie die Gestalt einer Bischofsmütze oder auch präziser gesagt ein Kap der Insel diese Gestalt habe.
Fatutaka wurde am 1. Oktober 1898 von Großbritannien in Besitz genommen, etwa gleichzeitig mit den übrigen Inseln der Salomonen, seit der Unabhängigkeit der Salomonen 1978 ist sie Teil des Inselstaates. Administrativ gehört sie zur Provinz Temotu.
In der letzten Dezemberwoche 2002, zwischen dem 27. und 30. Dezember, ging der Kategorie-5-Zyklon Zoe mit gesicherten Windgeschwindigkeiten von 287 km/h, möglicherweise sogar bis zu 305 km/h, über die Santa-Cruz-Inseln hinweg.